# Trhová obec
Trhová ves (latinsky villa forensis, německy Marktgemeinde) je historickoprávní označení sídel ve střední Evropě, která ve středověku získala trhové právo, tedy právo pořádat na svém území trhy.

## Historie
Ve středověkých písemných pramenech 13. a 14. století se sídliště s právem trhu označovala jako Villa forensis, dále burgus forensis, locus forensis, oppidum forensis nebo civitas forensis. Nejednalo se ještě o město, ale právo trhu zvyšovalo hospodářský význam sídliště, kterému bylo uděleno. Trhové vsi se díky své centralizační funkci během 13. století často stávaly místy, kde došlo k lokaci vrcholně středověkého města.
Trhové vsi se stávaly díky pozornosti obchodníků, kteří zde mohli nabízet své zboží, i středem zájmu řemeslníků a dalších obyvatel, kteří se zde usazovali a vytvářeli z těchto míst hospodářská střediska jednotlivých oblastí. Tato sídliště nejčastěji ležela v blízkosti hradů nebo klášterů, na křižovatkách cest (především mezinárodních). Velké množství jich vzniklo ve 12. století, ale některá asi fungovala již hluboko v raném středověku.
V praxi se jednalo o jasně vymezené místo (forum), kde se mohlo prodávat a nakupovat, ale probíhaly tady i popravy, vyhlašovaly vrchnostenské a královské příkazy, milosti apod. Ve vymezeném prostoru pak platilo trhové právo, které určovalo podmínky prodeje a nákupu a stanovovalo tresty za nedodržení těchto pravidel, respektive tresty za krádeže, výtržnosti a násilnosti (zcela pragmaticky toto trhové právo bylo mnohem přísnější než práva platící mimo forum).

## Současnost
Ve 21. století status Marktgemeinde stále existuje v Německu (v Bavorsku omezeně) a v Rakousku a comune di mercato v autonomní provincii Bolzano v Itálii, kde tyto sídelní zóny mají vyšší komunálního postavení, jedná se však v zásadě o čestný titul.